# Coefficient d'utilisation des sols
Pour les articles homonymes, voir CUS.
Le coefficient d'utilisation des sols (CUS) est un terme dont la définition varie avec les législations nationales, qui vise à encadrer la densité bâtie d'une parcelle de terrain.

## En France
Il est défini en France par l'article 5-2 du décret du 1er décembre 1958, « soit par le rapport de la surface cumulée des planchers, comptée hors d'œuvre, à la surface de la parcelle, soit par le rapport du volume des bâtiments à la surface de la parcelle ».
Sa création s'inspire de mesures déjà en vigueur à Londres, Chicago ou Barcelone. La sur-utilisation des parcelles dans le Paris haussmannien impose en 1884 aux propriétaires la présence d'une cour d'une surface de 100 à 150 m², sans proportionnalité avec la surface de la parcelle. Ce règlement s'avère inadapté, et fait craindre une surpopulation de Paris. Il est remplacé par le décret sur le CUS de 1958.
Le terme n'est plus en vigueur, et a été remplacé par le coefficient d'occupation des sols.

## Au Maroc
Il est défini au Maroc comme le « rapport entre la surface brute de plancher utile au bâtiment (y compris murs et accès) à la surface constructible du terrain ».

## Au Luxembourg
Au Luxembourg, il est défini par les articles 21 et 22 (Prescriptions générales et spécifiques) du RGD du 24 octobre 2004 comme « le rapport entre le volume de la construction projetée et la surface du terrain à bâtir net ». Il est complété par la définition du Coefficient Maximum d'Utilisation du sol (CMU) soit « le rapport entre la surface construite brute de la construction projetée ou la somme des surfaces brutes projetées et la surface totale du terrain à bâtir net », tandis que le COS est « le rapport entre la surface d'emprise au sol de la construction implantée, ou de la somme des surfaces d'emprise au sol des constructions implantées, et la surface totale du terrain à bâtir net », notion équivalente au Coefficient d'emprise au sol du droit français.

## En Suisse
En Suisse, le coefficient d'utilisation des sols, aussi appelé indice d'utilisation du sol est défini comme « le rapport de la surface totale brute des niveaux utilisables pour l'habitation et les activités, à la zone constructible du fonds » et inclut donc les zones telles que garages ou piscines. Le COS défini par le même article est équivalent au Coefficient d'emprise au sol français.